# 日本歴史学史
日本歴史学史（にほんれきしがくし）は、日本の歴史を研究する学問の進展を扱う。

## 概要
歴史学は、広い分野に関わる。
特に古代史は、考古学は勿論、炭素１４の歴史年代法、年輪年代法で年代が一新された。
また、民族学の基本概念、双系、単系の概念が、日本の社会構造に対する認識を変える役割をしている。また、縦社会と言う概念が中根千枝により、提起されている。
さらに、柳田邦男などの民俗学の流れも影響がある。
また、マルク主主義は特に、戦争前、そして最近までの歴史学で大きな役割を果たした。
さらに、文明論との関連もある。梅棹忠雄や、網野義彦（本来歴史学者だが、民俗学に近い）などもいる。

### 縄文・弥生考古学
（白鳥庫吉）,坪井正五郎⇛鳥居龍蔵、松本彦七郎⇛山内清男
- （白鳥庫吉（しらとり くらきち、1865年 - 1942年、東大卒、東洋史学者、文献の白鳥、実証の内藤と並び称され、邪馬台国九州説を唱える。））
- 坪井正五郎（つぼい しょうごろう、1863年 - 1913年、東大卒、人類学の先駆者）
- 鳥居龍蔵（とりい りゅうぞう、1870年 - 1953年、小学校中退　東アジア人類学・考古学の開拓者、師-坪井正五郎）
- 松本彦七郎（まつもと ひこしちろう、1887年 - 1975年　東大　学士院賞、層位学的な調査、時代の新旧関係、はじめて土器型式による縄文土器編年、山内清男の縄文時代編年研究に多大な影響）
- 山内清男（やまのうち すがお、1902年 - 1970年、東大卒、縄文土器編年確立者、施文技法、人類遺伝学に興味　東北大考古学の祖、東大考古学再建）
- 森本六爾（もりもと ろくじ、1903年 - 1936年、旧制中学卒、弥生時代が古墳時代に先行する独立した時代，原始農業の開始期、師-鳥居龍蔵）
- 杉原荘介（すぎはら-そうすけ、1913－1983　明大卒、静岡県登呂遺跡、岩宿遺跡（旧石器）、師-森本六爾）
- 芹沢長介（せりざわ ちょうすけ、1919年 - 2006年、明大卒、旧石器時代、縄文時代研究、旧石器時代の編年研究）

（内藤湖南）,濱田耕作⇛梅原末治、末永雅雄、小林行雄⇛佐原真
- （内藤湖南（ないとう こなん、1866年 - 1934年、伝習館卒、東洋史学者。白鳥庫吉と共に戦前を代表する東洋学者、実証主義、邪馬台国畿内説を主張し論争、中国に於ける時代区分論争））
- 濱田耕作（はまだ こうさく、1881年 - 1938年、東大卒、京大考古学の祖、弟子（梅原末治、末永雅雄、小林行雄）、ヨーロッパ考古学の取り入れ）
- 梅原末治（うめはら すえじ、1893年 - 1983年　旧制中学卒、日本、中国、北方ユーラシア，東南アジア、銅鐸，古墳，古鏡，中国青銅器，東洋考古学確立　師（内藤湖南，富岡謙蔵，浜田耕作）同僚との確執）
- 末永雅雄（すえなが まさお、1897年6月23日 - 1991年　大学卒業せず　学士院賞、文化勲章、日本上代の甲冑、高松塚古墳など発掘　師-濱田耕作）
- 小林行雄（こばやし ゆきお、1911年 - 1989年　神戸大卒、弥生式土器編年,鏡の研究、豪族の勢力,邪馬台国畿内　師-濱田耕作）
- 佐原真（さはら まこと、1932年 - 2002年　大阪外大、京大院、弥生土器,銅鐸,石器、弥生文化,比較文化史、奈良国立文化財研究所　、師（山内清男、小林行雄））

#### 古墳・高地性集落
古墳の研究は、土器編年、年輪年代学、埋葬品などで進み、日本古代史の基本的な社会編成の原理や精神と年代は確定されつつある。古墳の編年は、外形、石棺、埋葬品、埴輪などで決まるが、絶対年代の確定には、年輪年代学を中心に、放射性炭素測定、土器編年などが重要な役割を果たした。
古墳・高地性集落
出雲、吉備
1.卑弥呼の前の時代、古墳の発生期（弥生最晩期）前方後円墳の数十年前に、北陸から山陰にかけての豪族が出雲に集い、古墳を形成し、豪族の死を祭ったことが判明している。また、吉備でも同様であった。
2.これらの墓は甕棺からの連続した墳墓の形成を示し、さらに前方後円墳へと切れ目なくつながっていく。
3.倭国大乱の時代、武器などが多数出土する高地性集落が再度生まれ、環濠集落が前の時代から続き、全国的な戦乱が起きていたが、卑弥呼の時代になると、両者とも消える。
畿内に限定（『高地性集落と倭国大乱 小野忠熈博士退官記念論集』）する場合、九州からの勢力に備えた可能性がある。全国的と言う記述もある。（白石太一郎）
出土品の九州から機内への移動
4.鉄の鏃、鉄の銭、鉄の素材や、鏡などの祭器が、弥生と古墳時代の境で、九州から機内に移動する。
箸墓古墳（最初の前方後円墳）
5.卑弥呼の前後で、土器が地方差がほとんどなくなり、古墳も統一される。卑弥呼と同時代の箸墓古墳の一帯は、各地の土器が半分を占め、関東地方を含む各地から人々が集まってきた様子がうかがえる。
6.卑弥呼の時代、濃尾平野より東の東日本の前方後方墳と、西日本の前方後円墳が並行し、ふたつの政治圏があったようだが、やがて前方後円墳に統一された。ただし、後円墳も後方墳も、石室など、墳墓の形式が同じで、各地の石、宝物、土器が持ち寄られ、関東から九州の豪族の全国的な共同体が生まれたことが解る。
7.5世紀初め、馬の埴輪など、古墳が多少変化した事実から、江上波夫が騎馬民族征服説をとなえた。確かに、高句麗の影響が見られるが、古墳は前の時代から連続し（竪穴石室への横穴追加など）、征服説は成り立たない。関東には、完全な横穴形式の石室がある前方後円墳があり、この地方に、朝鮮半島から移住した豪族がいたことをうかがわせる。
王の古墳の河内への移動
8.王の墳墓が、奈良から河内などに移動し、畿内の中ではあるが、王権が移動した可能性がある。（王朝の性格が古代的な祭祀から、広開土王との戦いを通じ、戦闘指揮に変わった。）
　古墳は、教育委員会などが集団で調査し、研究者の名前を上げることは難しい。
- 都出比呂志、（古墳考古学から、卑弥呼の時代、全国的な国家体制が成立した。古墳体制論）
- 白石太一郎、（古墳考古学、古墳の主である豪族を悼む各地の豪族の結集）
- 江上波夫、（東洋考古学、騎馬民族征服説）

#### 九州・関東・関西の土器・鏡の編年
関西の土器編年
- 小林行雄、（土器の分類を5系統（S18年）、三角縁神獣鏡の同笵鏡が各地の古墳に埋葬されることから、ヤマト王権を論じた。）
- 佐原真、（倭国大乱と高地性集落（当時は古い時代だけ）を結びつけ、関西の弥生式土器編年を定める。後期は実際より200年ずれていた。）
- 田中琢、（小林の5系統に加え、古墳直前の土器として、庄内土器を見出し、弥生の時代区分に疑問をていする。庄内土器は、初期古墳の時代に現れ、時代区分として重要なだけでなく、畿内から九州を含む全国に広がり、以前の土器が地方的な特徴を備えていたのに対し、全国で地方色が殆ど無い点で、関東地方以西での古代権力が生まれたことを示す点で重要である。）
- 都出比呂志、（佐原編年表より、100年時代を遡る編年表を発表し、新しい編年表の流れをつくる。）
- 寺沢薫、森岡秀人らと、弥生の年代を大幅に書き換える。発表は、都出と同時期で、森岡より早い。）
- 森岡秀人、（『卑弥呼の謎、年輪の証言』によると、小野忠熈の九州・関西の土器編年の併行関係の統一という示唆により、近畿の弥生の土器編年（したがって弥生時代の範囲）を変えた。）

根拠、①高地性集落（武器、のろし、砦、見張り台）がふたつの時代にあり新しいほうが倭国大乱に当たる、②九州と関西の両方に出土する土器が見出された、③後期の遺跡が圧倒的に多く、新しい遺跡は住居跡の数から従来の年数より長い期間に渡る、④王莽の時代の貨幣が弥生後期の遺跡から出土する。以上から、弥生後期は200年さかのぼると主張し、後年、年輪年代学で森岡の主張は確認された。
これらから、弥生の後期は、九州と関西で同じ社会状態であることが判明した。例えば、弥生終末期、薄手の庄内式土器が関西から九州へ伝わるなど。また、卑弥呼の死と、箸塚古墳の時代が一致することが判明する。いままで、邪馬台国に意見を言わなかった考古学者の9割が、年輪年代法の成果を受けて、邪馬台国関西説になる。
鏡の編年　　:埴輪の編年:　　:古墳の編年:

#### 分布論（遺物分布の移動）
地方のまとまり、広さは、文化的同一性を示すとともに、弥生後期や、古墳時代、豪族の支配地域を示す指標にもなる。
- 卑弥呼の前、出雲・吉備への統一　　　　　出雲や吉備には、広い地域から豪族が集まり、古墳の主の死を悼んだことが、古墳に埋められた遺物からわかる。
- 九州から大和へ鉄品や祭器の移動　　　　弥生時代と古墳時代の境界で、鉄の鏃、鉄の銭、鉄の素材や、鏡などの祭器が、九州から機内に移動した。（原因、邪馬台国の畿内への東遷、畿内政権による邪馬台国の征服）
- 纏向・箸墓への全国からの結集　　　　　　纏向周辺の箸墓古墳とその周辺に、全国からの土器などが集まり、地方差も薄れる。[5]

#### 放射性炭素年代測定
国立歴史民俗博物館、春成秀爾、今村峯雄、藤尾慎一郎　
ただし、測定について、十分な注意（測定コントロール）がなされたか、異論が出ている。
- 縄文時代早期、9500年前で縄文土器が世界最古の可能性が判明する。芹沢長介と3000年前とする山内清男とが論争した。
- 大平山元I遺跡（縄文草創期）の土器が1万6500年前との測定結果がでる。国立歴史民俗博物館
- 九州北部の弥生時代早期が前949年～915年、前期が前810年頃、中期が前350年頃、始まった。）

#### 年輪年代学
先駆者
- 西岡秀夫、法隆寺の心柱から建設年代を決定しようとしたが、失敗する。
- 山沢金五郎（　高山速攻所長、檜年輪調査成績　）

年輪年代学は、木材の年輪から絶対年代を割り出すことができる。山沢金五郎は先駆者として、データを残した。奈良および東京国立文化財研究所において、坪井清足、佐原真、がドイツに視察に行き、年輪年代学をやろうということになる。これに田中琢が加わり計画を推進する。佐原や田中に指導されながら、若手の植物に詳しい光谷拓実が実際の仕事を担当した。結局、アメリカでは15年、ドイツでは30年のデータですむが、日本では150年の年輪データで年代が判別できることが判明する。このように、日本では判別が難しく、当時、年輪年代学は日本では難しいと言われていた。また、当時奈良研にいた伊藤延男もドイツに行き、三浦定俊などがこれに関わった。現在も上記研究所で研究が行われている。。放射年代測定とともに、絶対年代を測定でき、弥生時代などの年代に革命を起こしつつある。すでに、多くの測定がなされ、ほぼ確立している。
- 坪井清足、（つぼい きよたり、1921年 - 考古学者。奈良国立文化財研究所、元興寺文化財研究所所長、文化功労者）
- 佐原真（さはら まこと、1932年 - 2002年、弥生の歴史編年表の作成、年輪年代学の指導、奈良国立文化財研究所埋蔵文化財センター長、国立歴史民俗博物館館長）
- 田中琢（たなか　みがく、1933年－　,平城宮跡の発掘、奈良国立文化財研究所長　）
- 伊藤延男（いとう　のぶお　1925－　　文化功労者、年輪年代法開拓者　）
- 三浦定俊（　年輪年代法開拓者　）
- 光谷拓実（みつたに たくみ、1947－　年輪年代法を日本で始めて確立　）